# ツアー・オブ・オマーン
ツアー・オブ・オマーン（Tour of Oman）は、オマーンを舞台にして2月中旬にかけて行われる自転車プロロードレースのステージレース。

## 概要
2010年から新設されたレースで、ツアー・オブ・カタールの直後に開催され、2012年より、位置づけも同じUCIアジアツアー2.HCカテゴリー（2011年まで2.1カテゴリー）であった。
2020年、UCIプロシリーズに昇格（ただし2020年、2021年は未開催）。
オマーンの地理的な条件もあって、ツアー・オブ・カタールと比べると山岳ステージが設定されていたり、個人TTが行われるなど、オールラウンダー向きのコース設定となる傾向がある。

## 歴代優勝者
| 年   | 優勝                       | 準優勝                           | 3位                          |      |
| ---- | -------------------------- | -------------------------------- | ---------------------------- | ---- |
| 2010 | ファビアン・カンチェラーラ | エドヴァルド・ボアソン・ハーゲン | キャメロン・マイヤー         |      |
| 2011 | ロベルト・ヘーシンク       | エドヴァルド・ボアソン・ハーゲン | ジョヴァンニ・ヴィスコンティ |      |
| 2012 | ペーター・ヴェリトス       | ヴィンチェンツォ・ニバリ         | トニ・ガロパン               |      |
| 2013 | クリス・フルーム           | アルベルト・コンタドール         | カデル・エヴァンス           |      |
| 2014 | クリス・フルーム           | ティジェイ・ヴァン・ガーデレン   | リゴベルト・ウラン           |      |
| 2015 | ラファエル・バルス         | ティジェイ・ヴァン・ガーデレン   | アレハンドロ・バルベルデ     |      |
| 2016 | ヴィンチェンツォ・ニバリ   | ロマン・バルデ                   | ヤコブ・フルサン             |      |
| 2017 | ベン・ヘルマンス           | ルイ・コスタ                     | ファビオ・アル               |      |
| 2018 | アレクセイ・ルツェンコ     | ミゲル・アンヘル・ロペス         | ゴルカ・イサギレ             |      |
| 2019 | アレクセイ・ルツェンコ     | ドメニコ・ポッツォヴィーヴォ     | ヘスス・エラダ               |      |
| 2020 | 中止                       | 中止                             | 中止                         | 中止 |
| 2021 | 中止                       | 中止                             | 中止                         | 中止 |
| 2022 | ヤン・ヒルト               | ファウスト・マスナーダ           | ルイ・コスタ                 |      |
| 2023 | マッテオ・ヨルゲンソン     | マウリ・ファンセヴェナント       | ジョフリー・ブシャール       |      |
| 2024 | アダム・イェーツ           | ヤン・ヒルト                     | フィン・フィッシャーブラック |      |
| 2025 | アダム・イェーツ           | ヴァランタン・パレパントル       | ダヴィド・ゴデュ             |      |